# Реј (Северна Дакота)
Реј (енгл. Ray) град је у америчкој савезној држави Северна Дакота.

## Демографија
По попису из 2010. године број становника је 592, што је 58 (10,9%) становника више него 2000. године.
| Група             | 2000.       | 2010.       |
| Белци             | 526 (98,5%) | 562 (94,9%) |
| Афроамериканци    | 0 (0,0%)    | 0 (0,0%)    |
| Азијати           | 0 (0,0%)    | 2 (0,3%)    |
| Хиспаноамериканци | 3 (0,6%)    | 6 (1,0%)    |
| Укупно            | 534         | 592         |